# Candida pinus
Candida pinus är en svampart som först beskrevs av Lodder & Kreger-van Rij, och fick sitt nu gällande namn av S.A. Mey. & Yarrow 1978. Candida pinus ingår i släktet Candida, ordningen Saccharomycetales, klassen Saccharomycetes, divisionen sporsäcksvampar och riket svampar.   Inga underarter finns listade i Catalogue of Life.